# D.Gray-man
A D.Gray-man (ディー・グレイマン; Dí Gureiman; Hepburn: Dī Gureiman) japán dark fantasy mangasorozat, amelynek írója és rajzolója Hosino Kacura. A sorozat egy képzeletbeli 19. század végi világban játszódik, főszereplője Allen Walker, aki csatlakozik az ördögűzők Fekete Rend nevű szervezetéhez. Egy ősi erőt, az úgynevezett Ártatlanságot használva harcba száll az Ezeréves Gróffal és annak démonseregével, akik célja az emberiség elpusztítása. Hosino a szereplők többségét korábbi műveiből és rajzaiból emelte át, mint például a Zone vagy a Continue. A sorozat komor történetéről ismert, volt rá példa, hogy Hosinónak újra kellett írnia egy jelenetet, mert túl erőszakosnak találta a fiatal olvasói számára.
A manga Japánban először a Súkan Sónen Jump magazinban jelent meg 2004-ben, majd 2009 novemberétől 2012 decemberéig a Jump Square publikálta, az addigi heti megjelenésről pedig a havonta történő kiadásra álltak át. Több mint két év szünet után, 2015 júliusától a Jump Square spin-off magazinjában, a Jump SQ.Crown negyedévente megjelenő magazinban folytatódott a D.Gray-man, majd 2018 áprilisától a Jump SQ.Rise-ban jelenik meg. A manga fejezeteit tankóbon kötetekben a Shueisha adja ki, az első kötet 2004. október 9-én jelent meg, és 2019. február 4-ig huszonhat kötet került kiadásra. A Viz Media az első angol nyelvű kötetet 2006. május 2-án adta ki, és 2017. május 2-ig bezárólag huszonöt kötetet jelentetett meg. A mangához egy háromkötetes spin-off light novel-sorozat is készült Kizaki Kaja tollából D.Gray-man Reverse címmel, amely számos szereplő hátterét tárja fel.
A mangából animesorozat is készült a Dentsu, a TMS Entertainment, az Aniplex és a TV Tokyo gyártásban, amelyet a TV Tokyo vetített Japánban 2006. október 3. és 2008. szeptember 30. között 103 epizódon keresztül. Az animesorozatot huszonhat DVD-köteten jelentette meg az Aniplex 2007. február 7. és 2009. március 4. között, Észak-Amerikában a Funimation szerezte meg a forgalmazási jogokat. Magyarországon az anime első évadát az Animax 2009. november 21. és 2010. május 27. között vetítette magyar szinkronnal, később az AXN Sci-Fi is műsorára tűzte. Az anime kapott egy 13 epizódos folytatást D.Gray-man Hallow címmel, ami szintén a TMS Entertainment gyártásában készült és 2016. július 4. és 2016. szeptember 26. között futott a TV Tokyón.
A manga a Shueisha egyik sikersorozata lett, több mint 24 millió példányt adtak el belőle Japánban. Mind Japánban, mind Észak-Amerikában rendszeresen szerepelt az eladási listák tíz legjobbja között. Bár a kritikusok hasonlónak találták a többi, azonos korosztálynak szóló művekkel, kedvezően értékelték a sorozat egyedi vonásait, a többi sónenhez képest jól megalkotott szereplőket és azok jellemvilágát. Hosino rajzolása többségében pozitív kritikákat kapott, a kritikusok a szereplői megjelenését tetszetősnek találták, különösen a gót elemeket, egyedül a harcmozdulatokat vélték nehezen követhetőnek.

## Cselekmény
A D.Gray-man egy képzeletbeli 19. század végi világban játszódik, főhőse a 15 éves Allen Walker, akinek bal karja képes hatalmas karommá átalakulni és elpusztítani a démonokat (悪魔; akuma), azokat a fejlődésre képes lényeket, amiket az Ezeréves Gróf (伯爵; Hakuszaku, angol nyelvterületen Millenium Earl) hozott létre, hogy elpusztíthassa az emberiséget. Mestere, Cross Marian tábornok utasítására Allen csatlakozik a Fekete Rendhez, mint ördögűző. Az ördögűzők felelősek a démonok elpusztításáért.

Az Ártatlanság néhány szilánkja

A Rendnél Allen megtanulja, miképp használhatja bal szemét a démonok érzékelésére. Azt a feladatot kapja, hogy segítse összegyűjteni az Ártatlanság (イノセンス; Inoszenszu; Hepburn: Inosensu; Innocence), egy természetfeletti erővel rendelkező anyag 109 szétszóródott darabját, amik erőt adnak az ördögűzőknek a démonok elpusztításához. A Gróf összehívja a Noékat, akik a bibliai Noé szuperképességekkel rendelkező leszármazottjai, és képesek elpusztítani az Ártatlanságot. Mindkét oldal elkezdi a keresést a Nagy Szív (ハート; Háto; Hepburn: Hāto; Heart) után, ami az Ártatlanság legerősebb darabja, és amelyik fél hamarabb megtalálja, azé a győzelem.
A keresés alatt a Gróf elkezdi a tábornokok megölését, akik a legerősebb ördögűzők. A tábornokok megvédése érdekében a Rend a főhadiszállásra hívja őket, Allent pedig három társával az eltűnt Cross Marian felkutatására küldi. A történet során Allen és Lenalee Lee többször majdnem meghaltak, de az Ártatlanságuk megmentette őket, amitől a Gróf, a Krónikás és annak tanítványa, Lavi úgy vélik, hogy Allen vagy Lenalee ártatlansága a Nagy Szív. Ezalatt a Rend és Allen is rájön, hogy a 14. Noé, aki elárulta a Grófot, majd az megölte őt, emlékeit Allenbe ültette. Ezért a Rend úgy gondolja, hogy Allen el fogja őket árulni, a Gróf pedig a saját oldalára akarja állítani a fiút.

## A sorozat megszületése és az alkotói folyamat

Néhány képkocka a mangából szemlélteti Hosino rajzstílusát

A sorozatban Hosino Kacura korábbi műveinek számos eleme és jellemzője visszaköszön. Több szereplőt emelt át a Zone című one-shot mangájából, köztük a démonokat és azok megalkotását, az ördögűzőket és a sorozat fő gonosztevőjét, az Ezeréves Grófot, illetve annak terveit a világ elpusztításáról. Az Ezeréves Gróf mind sorozatban betöltött helye, mind megjelenése megegyezik a két műben. Allen Walker is az előbbi mű főhősén alapszik, bár annak egy lány a főszereplője, Hosino megváltoztatta a szereplőt és sokkal férfiasabbá tette. Lavi a Book-man című sorozattervezet főhősén alapul, de Kanda Jú is Hosino egy kiadatlan művéből származik. Más szereplőket, mint az Ezeréves Gróf, Lenalee Lee és Komui Lee valós személyek ihlettek, de Hosino nem fedte fel, hogy kikről van szó. Annyit megemlített, hogy némelyikük híres tudós, amíg Komuit a szerkesztője ihlette, de Aleister Crowleyt és Yūsuke Santamariát, illetve a Tim Campi Design márkát is modellként használta.
Hosino együttműködött Kizaki Kajával, a regényadaptációk szerzőjével, aki Bak Chan szereplőt alkotta meg számára. Miranda Lotto sorozatbeli szerepe jelentősen megváltozott és állandó szereplővé lépett elő, miután rájött a két szereplő közötti hasonlóságra. Hosino humorosan megjegyezte, hogy Allen haja nagyon hasonlít a Dragon Ballban látható szuper csillagharcos formára, amikor a szereplő haja tüskés lesz. A D.Gray-man kiadása előtt Hosino elmondta, hogy Allent, Kandát és Cross Mariant a legnehezebb, míg az Ezeréves Grófot és Hevlaskát a legkönnyebb lerajzolni. Miután elkezdett dolgozni e hosszabb sorozatán, Hosino fontolgatta, hogy a Zone nevet megtartva viszi tovább. Fontolóra vette a Dolls és a Black Noah nevet is, végül a D.Gray-man mellett döntött. A D.Gray-man szó több jelentéssel bírhat, a legtöbbjük Allenre vagy a többi főszereplőre utal.
Hosino megjegyezte, hogy a legtöbb ötlete akkor támadt, amikor egyszer hat órán keresztül aludt a kádban. Kivétel ez alól a második kötet, amelynek cselekménye a Koi no omoni című nó színjátékon alapul. Miközben dolgozik, szereti hallgatni a Final Fantasy és a Dragon Ball betétdalait, a Porno Graffitti és a L’Arc-en-Ciel dalait, illetve dzsesszt.
Mindegyik kötet borítójának elkészítésénél Hosino eredetileg egyetlen kiemelt szereplőt kívánt megjeleníteni, azonban a kilencedik kötettől megváltoztatta elképzelését, és különböző típusú borítókat próbált ki, melyeken több szereplő is látható.

## Médiamegjelenések

### Manga
A mangát Hosino Kacura írja és rajzolja, az egyes fejezetek a Shueisha Súkan Sónen Jump mangamagazinjában jelennek meg. 2004. május 31-ei indulása óta több mint kétszáz fejezet jelent meg Japánban. Japánban a D.Gray-man megjelenése több alkalommal is szünetelt; egyik alkalommal Hosino norovírussal történő súlyos megbetegedése, egy másik alkalommal pedig nyaksérülése miatt. Röviddel mindkét eset után folytatódott a sorozat megjelenése. 2008 novemberében a Súkan Sónen Jump bejelentette, hogy ismét szünetel a sorozat, mivel Hosino csuklója megsérült. A manga publikálása csak 2009. március 9-én folytatódhatott. Május 11-étől ismét hiátus állt be, és csak augusztus 17-én jelent meg újra a szezonális Akamaru Jumpban. Ezt követően a rendszeres megjelenés 2009. november 4-től folytatódott a havonta megjelenő Jump Square mangamagazinban egészen 2012. december 29-ig. Ezután több mint két évig szünetelt a sorozat a szerző egészségi állapota miatt, majd a Jump Square 2015 augusztusi számában jelentették be, hogy 2015. július 17-től, a Jump Square új spin-off magazinjában, a Jump SQ.Crown negyedévente megjelenő magazinban folytatódik a D.Gray-man. 2018. április 16-tól a Jump SQ.Rise magazin publikálja a mangát.
A manga fejezeteit tankóbon kötetekben a Shueisha adja ki, az első kötet 2004. október 9-én jelent meg, és 2019. február 4-ig huszonhat kötet került kiadásra.
A 2005-ös San Diegó-i Comic-Con Internationalen jelentették be, hogy a D.Gray-man angol nyelvű kiadásának jogait Észak-Amerikában a Viz Media vásárolta meg. A Viz Media az első kötetet 2006. május 2-án adta ki, és 2017. május 2-ig bezárólag huszonöt kötetet jelentetett meg. A Viz Media elkezdte 3 az 1-ben (3-in-1) formátumban is kiadni a sorozatot, 2013. július 2. és 2015. november 3. között nyolc kiadvány jelent meg. A Viz Media digitális változatban is kiadta a köteteket 2011. július 9-től kezdődően.

### Anime

#### D.Gray-man
2006 júniusában jelentette be a Shueisha, hogy a D.Gray-man manga animefeldolgozást kap. Az animét Nabesima Oszamu rendezte, a gyártást a Dentsu, a TMS Entertainment, az Aniplex és a TV Tokyo végezte. A TMS Entertainment készítette az animációt, az Aniplex a zene elkészítéséért volt felelős. Az epizódokat Japánban 2006. október 3-án kezdte vetíteni a TV Tokyo. Az anime első, 51. epizódig tartó évada, a 1st stage 2007. szeptember 25-én ért véget. A 2nd stage elnevezésű, 52 részes második évadot 2007. október 2. és 2008. szeptember 30. között vetítették, összesen így 103 részt tesz ki a két évad. Az animesorozatot huszonhat DVD-kötetben jelentette meg az Aniplex 2007. február 7. és 2009. március 4. között. Az első tizenhárom kötet az első évad epizódjait, míg a többi a második évad epizódjait tartalmazza.
Az első 51 epizód angol változatát a Funimation Entertainment licencelte 2008 májusában és
adta ki az Egyesült Államokban 2009. március 31. és 2010. január 5. között DVD-n. Az első 13 epizód Blu-ray lemezen is megjelent. A sorozat észak-amerikai televíziós bemutatója 2010. szeptember 6-án volt a Funimation Channelen. 2016. június 30-án jelentették be, hogy a Funimation megszerezte a második évad jogait, amit DVD-n 2017. október 10. és 2018. június 2. között adott ki. 2017 augusztusában a Crunchyroll elkezdte streamelni az anime első 25 epizódját.
Magyarországon az anime első évadát az Animax vetítette 2009. november 21. és 2010. május 27. között magyar szinkronnal, később az AXN Sci-Fi is műsorára tűzte.

#### D.Gray-man Hallow
Egy második televíziós animesorozatot a 2016-os Jump Festán jelentettek be. Hosino az új sorozatot az első anime folytatásának nevezte nem pedig rebootnak. A D.Gray-man Hallow címet viselő új sorozatot Asino Josiharu rendezte, Jokote Micsiko, Higucsi Tacuto és Jamasita Kenicsi írta, a szereplőterveket Kabasima Jószuke készítette, zenéjét Vada Kaoru szerezte. Elsőként a TV Tokyo vetítette 2016. július 4. és 2016. szeptember 26. között 13 epizódon keresztül, majd az Animax Ázsia is műsorára tűzte. A japán vetítés után a Crunchyroll is műsorára tűzte streaming szolgáltatásán. A Hallow otthoni videózásra történő kiadását előbb elhalasztották, majd 2017 márciusában a D.Gray-man Hallow hivatalos weboldala közölte, hogy a kiadást „különböző körülmények” miatt törölték.

### Zenei albumok
A D.Gray-man animesorozat epizódjaiban tizenkét témazene csendül fel: négy nyitódal (opening) és nyolc záródal (ending). Az egyes dalok önálló kislemezeken jelentek meg, emellett három zenei lemez is kiadásra került a sorozat további dalaival 2007. március 21-én, 2007. december 19-én és 2008. december 17-én.
Az animesorozat valamennyi zenéjét Vada Kaoru szerezte, amelyből három zenei CD-t adott ki az Aniplex. Az első lemez D.Gray-man Original Soundtrack 1 címmel 2007. március 21-én jelent meg és harmincnégy zeneszámot tartalmaz, emellett egy, a zenék elkészítésének menetét és komponálását bemutató anyag, illetve az első nyitódal és az első két záródal is megtalálható rajta.
A második lemez D.Gray-man Original Soundtrack 2 címmel 2007. december 19-én jelent meg, és harminckét zeneszám mellett az anime második nyitódalát és a harmadik és negyedik záródalát is tartalmazza. Az összes nyitó- és záródalt tartalmazó lemezt is kiadták 2008. szeptember 24-én, D.Gray-man Complete Best címmel. Limitált kiadású változatához mellékeltek egy extra DVD-t is, amely a stáblista nélküli főcímeket, záró főcímeket és rengeteg animeillusztrációt tartalmazott. 2008. december 17-én jelent meg a harmadik zenei CD-lemez, a D.Gray-man Original Soundtrack 3, és harmincegy zeneszám mellett az anime harmadik és negyedik nyitódalát, valamint az ötödik, hatodik, hetedik és nyolcadik záródalát is tartalmazza. Megtalálható rajta ezek mellett Kobajasi Szanae Cunaida te ni Kiss vo (つないだ手にキスを; Hepburn: Tsunaida te ni Kiss wo) című betétdala is.
A D.Gray-man Hallow zenei lemeze D.Gray-man Hallow Original Soundtrack címmel 2016. szeptember 28-án jelent meg, rajta 40 számmal, de a Hallow nyitódala és záródala nélkül.

### Videójátékok
Japánban két kaland D.Gray-man-videójáték is megjelent. Az első, a D.Gray-man: Kami no sitotacsi (D.Gray-man 神の使徒達; Hepburn: D.Gray-man: Kami no shitotachi) Nintendo DS-re jelent meg a Konami kiadásában 2007. március 29-én. A játékban Allen Walker és bajtársai játszható szereplők, a játékos feladata, hogy a szereplőket érintőképernyővel és fényceruzával irányítva elpusztítsa a démonokat. Egy második videójáték D.Gray-man: Szósa no sikaku (D.Gray-man 奏者ノ資格; Hepburn: D.Gray-man: Sōsha no shikaku) néven 2008. szeptember 11-én jelent meg PlayStation 2-re. Ebben Allen vonattal a Fekete Rend ázsiai központjába utazik, hogy visszaszerezze egy korábbi csata után elveszett erejét, s így újra csatlakozzon szövetségeseihez a démonok és noék elleni küzdelemben. A Jump Super Stars és a Jump Ultimate Stars videójátékokban a D.Gray-man több szereplője is feltűnik, illetve Allen Walker támogató játékos a J-Stars Victory VS-ben.

### Gyűjtögetős kártyajáték
A Konami egy gyűjtögetős kártyajátékot is kiadott a sorozathoz.

### Könyvek
Három regény, egy rajongói album és két művészeti album is napvilágot látott. A három manga alapján íródott regény a D.Gray-man: Reverse címet viseli, Kizaki Kaja írta, és a Shueisha adta ki. Az első regény 2005. május 30-án, a második 2006. július 4-én, a harmadik pedig 2010. december 3-án jelent meg. A D.Gray-man Official Fanbook: Gray Ark rajongói album 2008. június 4-én jelent meg. 2008. szeptember 4-én adták ki a TV Animation D.Gray-man Official Visual Collection: Clown Art művészeti albumot, amit egy képeskönyv követett 2010. február 4-én D.Gray-man Illustrations Noche, illetve 2011. július 4-én egy szereplőalbum D.Gray-man Character Workbook CharaGray! címmel.

## Fogadtatás

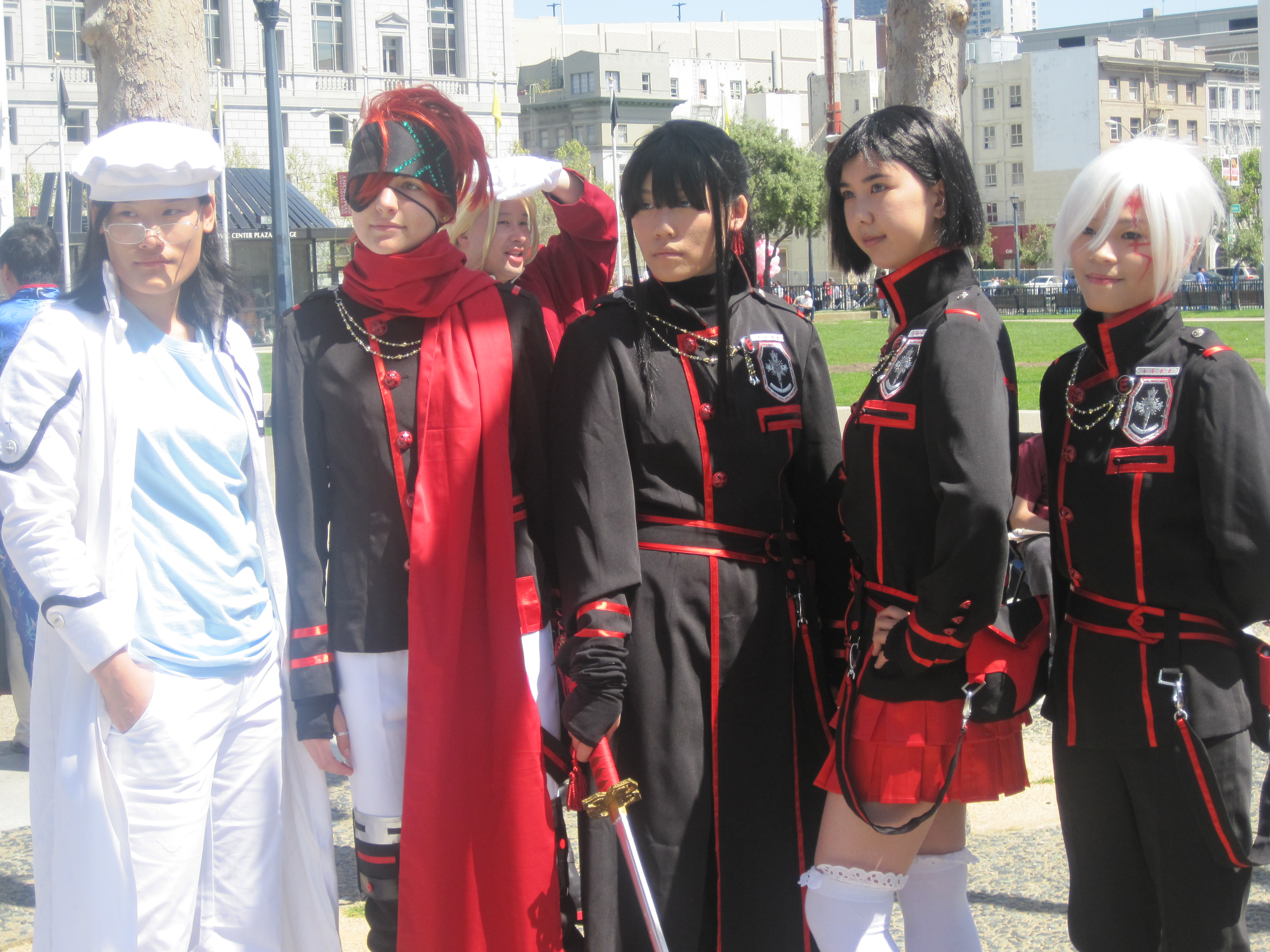
D.Gray-man-szereplőnek öltözött cosplay-jelmezesek

A D.Gray-man manga nagy népszerűségre tett szert Japánban, 2007 óta a Súkan Sónen Jump népszerűségi listáján a kilencedik legnagyobb példányszámban eladott sorozat. 2008. december 31-én a Comipress bejelentette, hogy az első tizenöt kötetből 14 000 000 példányt adtak el. A manga tizenötödik kötete a megjelenését követő második héten a második legjobban fogyó képregény volt Japánban, a 2008-as eladási listán a huszonkettedik helyet érte el, míg a tizennegyedik és a tizenhatodik kötet a huszonhetedik és harmincadik helyen végzett. Az anime DVD kiadásai is népszerűek voltak, többször is magas helyezést értek el a Japanese Animation DVD Rankings listáin. A Zassosha PUFF mangamagazinja 2006 hetedik legjobb hosszú történetű mangájának értékelte a D.Gray-mant. A sorozat Franciaországban is felkeltette a figyelmet, 2006-ban az Animeland által szervezett Anime and Manga 2007 French Grand Prix rendezvényen 2006 legjobb mangájának járó díjjal jutalmazták. A Webotaku is 2006 legjobb mangája díjjal jutalmazta. A regényadaptációkat is pozitívan fogadták, a második light novel a harmadik legtöbbet eladott regény volt Japánban 2006-ban.
Az első kötetről szóló recenziójában Carlo Santos, az Anime News Network kritikusa azt írta, a cselekmény bizonyos pontjai a „semmiből bukkannak elő”, és csak ez tartja fenn a történetben a feszültséget a „szokványos szereplők és a gyér háttér” miatt. A cselekmény gyors előrehaladását, az expozíciót és a háttértörténet ismertetését viszont pozitívan értékelte. A.E. Sparrow, az IGN kritikusa az első kötet értékelésekor a negatív szereplőket a Batman-képregények gonosztevőihez hasonlította. Hozzátette, hogy „Walker rendíthetetlen hős sötét múlttal, az Ezeréves Gróf veszélyes gonosztevő, akit élvezettel fogsz gyűlölni”, a mellékszereplők pedig elég potenciált adnak a további kötetek iránti érdeklődésnek. Carl Kimlinger (szintén Anime News Network) az anime első epizódja után elmondta, hogy a sorozat sok ihletforrásra támaszkodott és nem volt benne „semmi eredeti”, de hozzátette, hogy egyáltalán nem találta unalmasnak. A Mania.com szerint a sorozat ahogy halad előre, egyre jobb lesz, és bár néhány helyen már sokat látott elemekkel rendelkezik, megjelennek ezek mellett az egyedi vonások is. Kritikával fogadta a Viz Media által végzett néhány módosítást, mint a japán hangeffektusok lecserélését, és a szereplők nevének fordítását is furcsának találta.
Hosino rajzmunkáját és szereplőterveit kimagaslóan dicsérték, bár a kritikusok véleményét nagyon megosztotta a mű. Leroy Douresseaux, a Coolstreak Cartoons kritikusa Hosinót „csodálatos vizualistának” nevezte, és hozzátette, hogy „erősen stílusos” művészete Joe Madureira, Kelley Jones és Chris Bachalo munkáira emlékezteti. Douresseaux a hátteret hátborzongatónak és lovecraftinek írta le, és szerinte Hosino „gyakorlatilag minden oldalt a gótikus stílus és a kísértő erőszak kellemes meglepetésévé teszi”. Úgy vélte, hogy a szereplők képviselik a „legmegragadóbb látványelemeket”, és megjegyezte, hogy a dizájnok és az akciójelenetek nagyon ötletgazdagok, érdemes rájuk vetni egy pillantást. Charles Tan a ComicsVillage.com kritikusa nem érzett ennyi pozitívumot, szerinte csak annyira van megrajzolva, hogy különbséget tegyen az ember a szereplők között a villongó, átlagos sónen témájú jelenetek alatt. Ben Leary a Mania.comtól még kevesebb pozitívumot érzett az akciójelenetek iránt, mint Charles Tan. Leary úgy vélte, Hosino egyszerűen nem tud vagy nem akar fizikai harcot rajzolni, és helyette inkább energiarobbanásokat, örvénylő szeleket és becsapódó lövéseket használ. Casey Brienza az Anime News Networktől hozzátette, hogy a harcok a tizenkettedik kötetben gyakorlatilag értelmetlenek maradnak, és nehéz kihámozni, hogy „ki kivel mit csinál és mikor”. Minden, ami kideríthető Hosino „titkosírásából”, hogy a szereplők harcolnak. Brienza azonban a munka jelentős részét pozitívan értékelte, olyannyira, hogy a „szakma egyik legjobb művészmunkájának” nevezte. Hosino rajzstílusát így írta le: „esztétikus, de már dinamikus, pompásan szép, de már szuper-erőszakos”. Hozzáfűzte, hogy ez a stílus tette híressé azokat a női mangaművészeket, akik a dódzsinsi szubkultúrát képviselték a 80-as évek végén, 90-es évek elején, mint Clamp vagy Kóga Jun. Brienza dicsérte Hosino szereplőteveit is, és leszögezte, hogy „különösen bájosak és hangsúlyosak, hogy mindkét nem rajongóit kielégítsék”.
Magyar vonatkozásban az 576 Konzol nagyon pozitívan értékelte a sorozatot. A kritikus szerint egészen különleges alkotás, amely a Fullmetal Alchemisthez hasonlítható, és szerinte „ennél nagyobb dicséretet sorozat nem kaphat 2003 óta”. Az anime zenéjét kiemelkedőnek tartja, és véleménye szerint „gyönyörűen illeszkedik a széria képi világához”. Az AnimeStars ismertetőjében úgy vélekedik, hogy „a gótikus hangulat, a bibliai történetek és a katolikus hitvilág elemeinek felemlegetése furcsa félvért szül”. A kritikus úgy véli, hogy a képi és zenei világ, a dinamikus akciójelenetek és drámai fordulatok teszik a sorozatot hangulatossá és egyedivé, emellett dicséri Allen és az Ezeréves Gróf küzdelmét, mely szerinte „lelket kap és önálló életre kel”.

## Fordítás
- Ez a szócikk részben vagy egészben  a   D.Gray-man című angol Wikipédia-szócikk ezen változatának fordításán alapul.  Az eredeti cikk szerkesztőit annak laptörténete sorolja fel. Ez a jelzés csupán a megfogalmazás eredetét és a szerzői jogokat jelzi, nem szolgál a cikkben szereplő információk forrásmegjelöléseként.
- Ez a szócikk részben vagy egészben  a   Katsura Hoshino című angol Wikipédia-szócikk ezen változatának fordításán alapul.  Az eredeti cikk szerkesztőit annak laptörténete sorolja fel. Ez a jelzés csupán a megfogalmazás eredetét és a szerzői jogokat jelzi, nem szolgál a cikkben szereplő információk forrásmegjelöléseként.